# Jag följer dig, Jesus
Jag följer dig, Jesus är en psalm med text skriven 1986 av Sven Larson och musik skriven 1987 av Bengt Eriksson. I Psalmer och Sånger 1987 är musiken skriven 1876 av Adoniram Judson Gordon.

## Publicerad i
- Psalmer och Sånger 1987 som nr 420 under rubriken "Kyrkan och nådemedlen - Dopet".[2]
- Segertoner 1988 som nr 402 under rubriken "Den kristna gemenskapen - Dopet".[1]